# Isaac George
Isaac George, pseudonimo di George Oshoba Durojaiye (Lagos, 21 giugno 1957), è un attore, comico e personaggio televisivo nigeriano naturalizzato italiano, attivo soprattutto con ruoli da caratterista dal 1982 al 1999.

## Biografia
Dopo avere studiato a Londra, alla Royal Academy of Dramatic Art, arriva a Roma nel 1979. Qui viene notato dall'agente Fernando Piazza, che lo segnala ai registi Carlo Vanzina e Steno in occasione del film Viuuulentemente mia, dove recita accanto a Laura Antonelli. Incomincia come comparsa in piccoli ruoli, interpretando lo stereotipo dell'immigrato africano, variando dal cameriere all'autista, dal vucumprà all'afroamericano, nel programma Drive In, per poi diventare noto al pubblico italiano grazie al personaggio di Aziz nella serie televisiva I ragazzi della 3ª C.
Dopo avere interrotto la carriera di attore, ha lavorato anche nel Regno Unito per otto anni come counselor in diverse scuole medie delle Midlands, e poi nella formazione di ragazzi alla recitazione.

## Procedimenti giudiziari
Nel 2016 è stato condannato dalla Cassazione a quattro anni e sei mesi di carcere per violenza sessuale commessa su giovani pazienti anoressiche ed esercizio abusivo delle professioni di medico, psicologo, dietologo e psicoterapeuta nelle cliniche del "guru dell'anoressia" di Waldo Bernasconi situate tra Italia e Svizzera.

## Filmografia

### Cinema
- Viuuulentemente mia, regia di Carlo Vanzina (1982) – non accreditato
- "FF.SS." - Cioè: "...che mi hai portato a fare sopra a Posillipo se non mi vuoi più bene?", regia di Renzo Arbore (1983)
- Acqua e sapone, regia di Carlo Verdone (1983)
- Delitto in Formula Uno, regia di Bruno Corbucci (1984) – non accreditato
- Amarsi un po'..., regia di Carlo Vanzina (1984)
- Vacanze in America, regia di Carlo Vanzina (1984)
- Uccelli d'Italia, regia di Ciro Ippolito (1985)
- Yuppies - I giovani di successo, regia di Carlo Vanzina (1986)
- Yuppies 2, regia di Enrico Oldoini (1986)
- Italian Fast Food, regia di Lodovico Gasparini (1986)
- Caruso Pascoski (di padre polacco), regia di Francesco Nuti (1988)
- Operazione pappagallo, regia di Marco Di Tillo (1988)
- Le finte bionde, regia di Carlo Vanzina (1989)
- Musica per vecchi animali, regia di Umberto Angelucci e Stefano Benni (1989)
- Willy Signori e vengo da lontano, regia di Francesco Nuti (1989)
- Vacanze di Natale '90, regia di Enrico Oldoini (1990)
- La settimana della Sfinge, regia di Daniele Luchetti (1990)
- Saint Tropez - Saint Tropez, regia di Castellano e Pipolo (1992)
- Ci hai rotto papà, regia di Castellano e Pipolo (1993)
- Selvaggi, regia di Carlo Vanzina (1995)
- Frigidaire - Il film, regia di Giorgio Fabris (1998)
- Svitati, regia di Ezio Greggio (1999)
- Bardo, regia di Zac Frank (2011) – cortometraggio

### Televisione
- Drive In – programma TV (1983-1986)
- I ragazzi della 3ª C – serie TV, 21 episodi (1986-1988)
- Il gorilla – serie TV, 1 episodio (1990)
- La piovra 6 - L'ultimo segreto, regia di Luigi Perelli – miniserie TV (1992)
- In fuga per la vita, regia di Gianfranco Albano, 2 episodi – miniserie TV
- Occhio di falco – serie TV (1996)
- Io e la mamma, regia di Fosco Gasperi – sitcom TV, 1 episodio (1997)
- Racket, regia di Luigi Perelli – miniserie TV (1997)
- Lorenzaccio, al di là di de Musset e Benedetto Varchi – film TV (2003)

## Teatro
- Kockney Taven – London (1979)
- Eptagonie – New York (1980)
- Candido - Voltaire (1980)
- Salomé - Oscar Wilde (1980)
- Birthday party for my dear friend Harold – Mat Crowley (1981)
- American watch (1981)
- Old glories (1982)
- Mr.Brown – Ron Howard (1982)
- Musikiller (1982)
- Cocomeri in salita – Rosario Galli (1983)
- Otello – William Shakespeare (1984)
- Lorenzaccio – De Musset regia di Carmelo Bene (1985)
- The hut – André Roussin (1992)
- Ul bianc e ul negar (1994)
- The architect and de emperor of Assiria – Fernando Arrabal (1995)
- Chaka (1996)

## Opere letterarie
- 1991 La sdraio di Jonathan
- 1992 Bill e la statua
- 1993 Il circolo
- 2000 Questa casa è... un bordello!
- 2021 River of life

## Conduzioni
- 1990 35th Edition of Caarneval for youth (CO)
- 1994 5º Festival of youth song contest (CO)

## Spot
- 1982 Mobili da cucina Antuori
- 1984 Caffè Battista
- 1986 Ponti Peperlizia
- 1995 Renault Porte aperte
- 1997 Del Monte
- 1996 Gelati Sanson[senza fonte]